# Raj (album The Dumplings)
Raj – trzeci album polskiego synthpopowego duetu The Dumplings, wydany 21 września 2018 przez Warner Music Poland. Nominacja do Fryderyka 2019 w kategorii «Album Roku Pop Alternatywny».

## Lista utworów
| Raj – 2018 | Raj – 2018                                            | Raj – 2018                | Raj – 2018                                   | Raj – 2018 |
| Nr         | Tytuł utworu                                          | Słowa                     | Muzyka                                       | Długość    |
| ---------- | ----------------------------------------------------- | ------------------------- | -------------------------------------------- | ---------- |
| 1.         | „Kino”                                                | Justyna Święs             | Kuba Karaś, Justyna Święs                    | 5:50       |
| 2.         | „Raj”                                                 | Justyna Święs, Kuba Karaś | Kuba Karaś, Justyna Święs                    | 3:38       |
| 3.         | „Deszcz”                                              | Justyna Święs             | Kuba Karaś, Justyna Święs                    | 3:41       |
| 4.         | „Uciekam”                                             | Justyna Święs             | Kuba Karaś, Justyna Święs                    | 3:41       |
| 5.         | „Przykro mi”                                          | Justyna Święs             | Kuba Karaś, Justyna Święs                    | 4:02       |
| 6.         | „Nieszczęśliwa”                                       | Justyna Święs             | Kuba Karaś, Justyna Święs                    | 4:24       |
| 7.         | „Frank”                                               | Justyna Święs             | Kuba Karaś, Justyna Święs                    | 3:16       |
| 8.         | „Tam gdzie jest nudno, ale gdzie będziemy szczęśliwi” | Justyna Święs             | Kuba Karaś, Justyna Święs                    | 4:21       |
| 9.         | „Jestem kobietą” (feat. Mary Komasa)                  | Jacek Cygan               | Kuba Karaś, Wojciech Olszak                  | 3:41       |
| 10.        | „Ach nie mnie jednej”                                 | Agnieszka Osiecka         | Andrzej Zieliński, Justyna Święs, Kuba Karaś | 5:35       |
|            |                                                       |                           |                                              | 42:09      |